# De Cera Agosto
De Cera Agosto es el nombre de una variedad cultivar de manzano (Malus domestica). Esta manzana es originaria de Galicia, está cultivada en la colección de árboles frutales y banco de germoplasma de Mabegondo con el N.º 28; ejemplares procedentes de esquejes localizados en San Martiño de Andrade, parroquia del municipio de Puentedeume (La Coruña).

## Sinónimos
- "Manzana De Cera Agosto",[4][5]
- "Maceira De Cera Agosto".

## Características
El manzano de la variedad 'De Cera Agosto' tiene un vigor vigoroso, productivo. Tamaño grande y porte erguido.
Época de inicio de brotación a partir del 30 de abril y de floración a partir de 5 de mayo.
Las hojas tienen una longitud del limbo de tamaño medio, con la máxima anchura del limbo estrecha. Longitud de las estípulas es corta y la máxima anchura de las estípulas es desconocido. Denticulación del borde del limbo es biserrado, con la forma del ápice del limbo cuspidado y la forma de la base del limbo es agudo. Con subestípulas presentes.
Sus flores tienen una longitud de los pétalos larga, anchura de los pétalos es ancha, disposición de los pétalos en contacto entre sí, con una longitud del pedúnculo larga.
La variedad de manzana 'De Cera Agosto' tiene un fruto de tamaño medio, de forma plana-globosa, de color amarillo, con chapa lavada, y de intensidad pálida. Epidermis de textura suave, sin pruina en su superficie, y con presencia de cera media. Sensibilidad al "russeting" (pardeamiento áspero superficial que presentan algunas variedades) muy poco sensible. Con lenticelas de tamaño pequeñas.
Los sépalos están dispuestos de forma variable, y superpuestos en su base; su fosa calicina es poco profunda de una anchura estrecha. Pedúnculo de grosor estrecho y de longitud medio, siendo la cavidad peduncular de una profundidad poco profunda y de anchura estrecha. Con pulpa de color blanca, de firmeza es intermedia y textura intermedia; su jugosidad es intermedia con sabor de acidez débil, y aromática.
Época de maduración y recolección a partir del 9 de septiembre. 'De Cera Agosto' es una manzana que su destino es la conservación de esta variedad en el banco de germoplasma de Mabegondo como reserva genética.

## Susceptibilidades
- Oidio: ataque medio
- Moteado: no presenta
- Raíces aéreas: no presenta
- Momificado: no presenta
- Pulgón lanígero: no presenta
- Pulgón verde: ataque medio
- Araña roja: no presenta
- Chancro del manzano: no presenta[3]